# CXXC5
CXXC5‏ (CXXC finger protein 5) هوَ بروتين يُشَفر بواسطة جين CXXC5 في الإنسان.